# Turaco-de-bannerman
O turaco-de-bannerman (Tauraco bannermani) (Bates, 1923) é uma espécie de aves pertencente à família Musophagidae, endémica dos Camarões. O seu habitat são as florestas húmidas subtropicais de montanha, estando a espécie ameaçada de extinção por perda de habitat. O seu nome científico homenageia o ornitologista David Armitage Bannerman.